# Dashboard (software)
El dashboard es una Interfaz gráfica de usuario que yace tanto en consolas de videojuegos como en algunos sistemas operativos. Es una interfaz donde el usuario puede administrar el equipo y/o software.

## Dashboard en consolas

### Consolas Sony
PlayStation (o PSone): su dashboard consola es bastante pobre, dado que dispone de dos opciones solamente. Son la Memory Card y el CD Player. La primera se usa para administrar los datos salvados de juegos en los bloques de las memorias insertadas; mientras que la segunda sirve para escuchar música en CD.
PlayStation 2: muestra un dashboard al que no se accede cuando se enciende la consola, a menos que se mantenga pulsado el botón triángulo enseguida de encender la consola. El dashboard de esta consola está mucho más equipado que el de su predecesora, ya que al poderse instalar un disco duro alberga varias opciones: HDD, que es como una gran memory card ya que se pueden guardar datos salvados de juegos y hasta juegos; el DVD-Video, para ver películas en DVD; el CD-Audio, con funciones de reproducción de audio en pistas, y la Memory Card (PS2 o PS1), para administrar los datos salvados de juegos en las memorias insertadas.
PlayStation 3 / PlayStation Portable / PlayStation X: en las tres se usa una interfaz o dashboard en especial llamada XrossMediaBar o XMB, que consiste en una barra doble (vertical y horizontal); la horizontal es para seleccionar la categoría, entre las cuales podría estar: Usuarios, Video, Audio, Juegos, PlayStation Network (Solo disponible para PS3), Web, etc. La barra vertical es para seleccionar las funciones de cada categoría.

### Consolas deMicrosoft
Xbox: tiene un dashboard ideal, con un estilo robótico y futurista ambientado en un color verde propio de la consola, se puede manejar opciones, música, memoria y Xbox Live. 
Xbox 360: similar al anterior pero mejorado, con una gran distribución de las tareas, las cuales se dividen en: juegos, multimedia, sistema y Xbox Live; posteriormente se incluyó el bazar de Xbox Live, una de las opciones más interesantes es la de la información de logros y gamerscore o puntuación de cada jugador la cual se puede apreciar en cada ventana (excepto en bazar y sistema) además cuenta con la opción de Windows Media Center el cual sirve para sincronizar la consola con el PC. 
- Datos: Q5799622